# ديني بيكسلر
ديني بيكسلر هو سياسي أمريكي، ولد في 1 نوفمبر 1940 في جونستاون في الولايات المتحدة، وتوفي في 1 يونيو 1981 في ألتونا في الولايات المتحدة. نشط حزبياً في الحزب الديمقراطي. وقد انتخب عضو مجلس نواب بنسيلفانيا ‏.